# 부산광역시의 문화재자료 (제1호 ~ 제100호)
부산광역시의 문화재자료는 문화재자료 중에서 부산광역시 내에 있는 문화재를 의미한다.

## 지정 목록

### 제1호 ~ 제100호
| 번호  | 사진                   | 명칭                                                                        | 소재지                                                    | 관리자 (단체)                 | 지정일                                                                      | 참조 |
| 1호   |                        | 반송 삼절사 (盤松 三節祠)                                                   | 부산 해운대구 반송동 143                                  | 양씨종중                      | 1986년 5월 29일 지정 2014년 9월 3일 명칭변경                                |      |
| 2호   |                        | 기장 남산봉수대 (機張 南山烽燧臺)                                           | 부산 기장군 기장읍 죽성리 산52번지                        | 기장군                        | 1995년 12월 15일 지정 2014년 9월 3일 명칭변경                               |      |
| 3호   |                        | 순치8년명청동은입사향완 (順治8年銘靑銅銀入絲香垸)                           | 부산 금정구 범어사로 250, 범어사 (청룡동)                 | 범어사                        | 1999년 9월 3일 지정                                                         |      |
| 4호   |                        | 범어사 유제 대발 (梵魚寺 鍮製 大鉢)                                         | 부산 금정구 범어사로 250, 범어사 (청룡동)                 | 범어사                        | 1999년 9월 3일 지정                                                         |      |
| 5호   |                        | 범어사 대웅전 청동북 (梵魚寺 大雄殿 靑銅金鼓)                               | 부산 금정구 범어사로 250, 범어사 (청룡동)                 | 범어사                        | 1999년 9월 3일 지정, 2014년 10월 1일 명칭변경                               |      |
| 6호   |                        | 선방축성패 (禪房祝聖牌)                                                     | 부산 금정구 범어사로 250, 범어사 (청룡동)                 | 범어사                        | 1999년 9월 3일 지정                                                         |      |
| 7호   |                        | 마애지장보살좌상 (磨崖地藏菩薩坐像)                                         | 부산 수영구 민락동 327-2                                  | 옥련선원                      | 2001년 5월 16일 지정                                                        |      |
| 8호   |                        | 동래부사 유심 선정비 (東萊府使柳沈善政碑)                                   | 부산 남구 대연동 시립박물관                               | 부산광역시                    | 2001년 10월 17일 지정                                                       |      |
| 9호   |                        | 혜원정사팔상도 (慧苑精舍八相圖)                                             | 부산 연제구 연산 4동 1113-1                               | 혜원정사                      | 2002년 5월 6일 지정                                                         |      |
| 10호  |                        | 범어사아미타극락회상도 (梵魚寺阿彌陀極樂會上圖)                             | 부산 금정구 범어사로 250, 범어사 (청룡동)                 | 범어사                        | 2003년 9월 16일 지정                                                        |      |
| 11호  |                        | 범어사청풍당아미타극락회상도 (梵魚寺淸風堂阿彌陀極樂會上圖)                 | 부산 금정구 범어사로 250, 범어사 (청룡동)                 | 범어사                        | 2003년 9월 16일 지정                                                        |      |
| 12호  |                        | 범어사석가26보살도 (梵魚寺釋迦二十六菩薩圖)                                 | 부산 금정구 청룡동 546 범어사                             | 범어사                        | 2003년 9월 16일 지정                                                        |      |
| 13호  |                        | 범어사비로자나불회도 (梵魚寺毘盧舍那佛會圖)                                 | 부산 금정구 범어사로 250, 범어사 (청룡동)                 | 범어사                        | 2003년 9월 16일 지정                                                        |      |
| 14호  |                        | 범어사칠성도 (梵魚寺七星圖)                                                 | 부산 금정구 범어사로 250, 범어사 (청룡동)                 | 범어사                        | 2003년 9월 16일 지정                                                        |      |
| 15호  |                        | 마하사영산회상도 (摩訶寺靈山會上圖)                                         | 부산 연제구 연산동 2039                                   | 마하사                        | 2003년 9월 16일 지정                                                        |      |
| 16호  |                        | 마하사응진전영산회상도 (摩訶寺應眞殿靈山會上圖)                             | 부산 연제구 연산동 2039                                   | 마하사                        | 2003년 9월 16일 지정                                                        |      |
| 17호  |                        | 마하사응진전16나한도 (摩訶寺應眞殿十六羅漢圖)                               | 부산 연제구 연산동 2039                                   | 마하사                        | 2003년 9월 16일 지정                                                        |      |
| 18호  |                        | 마하사대웅전석조석가여래삼존상 (摩訶寺大雄殿石造釋迦如來三尊像)             | 부산 연제구 연산동 2039                                   | 마하사                        | 2003년 9월 16일 지정                                                        |      |
| 19호  |                        | 마하사응진전목조석가여래좌상 (摩訶寺應眞殿木造釋迦如來坐像)                 | 부산 연제구 연산동 2039                                   | 마하사                        | 2003년 9월 16일 지정                                                        |      |
| 20호  |                        | 마하사응진전석조나한상 (摩訶寺應眞殿石造羅漢像)                             | 부산 연제구 연산동 2039                                   | 마하사                        | 2003년 9월 16일 지정                                                        |      |
| 21호  |                        | 범어사목조시방삼보자존패 (梵魚寺木造十方三寶慈尊牌)                         | 부산 금정구 범어사로 250, 범어사 (청룡동)                 | 범어사                        | 2003년 9월 16일 지정                                                        |      |
| 22호  |                        | 범어사목조석가여래위패 (梵魚寺木造釋迦如來位牌)                             | 부산 금정구 범어사로 250, 범어사 (청룡동)                 | 범어사                        | 2003년 9월 16일 지정                                                        |      |
| 23호  |                        | 범어사목조옴마니반메훔소통 (梵魚寺木造옴마니반메훔疏筒)                     | 부산 금정구 범어사로 250, 범어사 (청룡동)                 | 범어사                        | 2003년 9월 16일 지정                                                        |      |
| 24호  |                        | 범어사목제어피인통 (梵魚寺木製魚皮印筒)                                     | 부산 금정구 범어사로 250, 범어사 (청룡동)                 | 범어사                        | 2003년 9월 16일 지정, 2014년 10월 1일 명칭변경                              |      |
| 25호  |                        | 범어사연 (梵魚寺輦)                                                         | 부산 금정구                                               | 범어사                        | 2003년 9월 16일 지정                                                        |      |
| 26호  |                        | 범어사바라 (梵魚寺바라)                                                     | 부산 금정구 범어사로 250, 범어사 (청룡동)                 | 범어사                        | 2003년 9월 16일 지정                                                        |      |
| 27호  |                        | 선암사괘불탱 (仙巖寺掛佛幀)                                                 | 부산 부산진구                                             | 선암사                        | 2004년 10월 4일 지정                                                        |      |
| 28호  |                        | 변관식 필 영도교 (卞寬植 筆 影島僑)                                         | 부산 서구 구덕로 225                                      | .                             | 2004년 10월 4일 지정                                                        |      |
| 29호  |                        | 안적사지장시왕도 (安寂寺地藏十王圖)                                         | 부산 기장군 기장읍 내리 692                               | 안적사                        | 2005년 3월 3일 지정                                                         |      |
| 30호  |                        | 안적사아미타극락회상도 (安寂寺阿彌陀極樂會上圖)                             | 부산 기장군 기장읍 내리 692                               | 안적사                        | 2005년 3월 3일 지정                                                         |      |
| 31호  |                        | 대원사독성탱 (大願寺獨聖탱)                                                 | 부산 부산진구                                             | 대원사                        | 2005년 3월 3일 지정                                                         |      |
| 32호  |                        | 미인도 (美人圖)                                                             | 부산 서구 동대신동3가 1번지                               | 동아대학교                    | 2005년 3월 3일 지정                                                         |      |
| 33호  | 부산 연등사 영산회상도 | 연등사석가영산회상도 (燃燈寺釋迦靈山會上圖)                                 | 부산 동구 좌천동 839-3                                    | 연등사                        | 2005년 12월 27일 지정                                                       |      |
| 34호  |                        | 청량사석가모니후불탱 (淸凉寺釋迦牟尼後佛幀)                                 | 부산 강서구 명지동 445                                    | 청량사                        | 2005년 12월 27일 지정                                                       |      |
| 35호  |                        | 복천사석가영산회상도 (福泉寺釋迦靈山會上圖)                                 | 부산 영도구 신선동3가 산6                                 | 복천사                        | 2005년 12월 27일 지정                                                       |      |
| 36호  |                        | 금정진 관아터 (金井鎭 官衙址)                                               | 부산 금정구 금성동 280                                    | .                             | 2006년 7월 3일 지정 2014년 9월 3일 명칭변경                                 |      |
| 37호  |                        | 선암사 청동북 (仙巖寺 靑銅金鼓)                                             | 부산 부산진구                                             | 선암사                        | 2006년 11월 25일 지정, 2014년 10월 1일 명칭변경                             | ,    |
| 38호  |                        | 복천사 독성도 및 복장유물 (福泉寺 獨聖圖 및 服藏遺物)                       | 부산 영도구                                               | 복천사                        | 2007년 9월 7일 지정, 2014년 10월 1일 명칭변경                               |      |
| 39호  |                        | 복천사 현왕도 및 복장유물 (福泉寺 現王圖 및 服藏遺物)                       | 부산 영도구 신선동 3가 산6번지(복천사)                    | 복천사                        | 2007년 9월 7일 지정, 2014년 10월 1일 명칭변경                               |      |
| 40호  |                        | 동래부산도병 (東萊釜山圖屛)                                                 | 부산 남구 대연동 부산박물관                               | .                             | 2007년 9월 7일 지정                                                         |      |
| 41호  |                        | 척판암석조여래좌상 (擲板庵 石造如來坐像)                                    | 부산 기장군 장안읍 장안리 산53-1번지 (척판암)             | .                             | 2008년 4월 2일 지정                                                         |      |
| 42호  |                        | 묘관음사오여래탱 (妙觀音寺 五如來幀)                                        | 부산 기장군 장안읍 임랑리 산1번지 (묘관음사)              | 묘관음사                      | 2008년 4월 2일 지정                                                         |      |
| 43호  | 운수사 아미타 삼존도   | 운수사아미타삼존도 (雲水寺 阿彌陀三尊圖)                                    | 부산 사상구 모라동 5번지                                  | 운수사                        | 2008년 9월 11일 지정                                                        |      |
| 44호  |                        | 국청사금정산성승장인 (國淸寺 金井山城僧將印)                                | 부산 금정구 금성동 397번지                                | 국청사                        | 2008년 9월 11일 지정                                                        |      |
| 45호  |                        | 범어사 자수 수복문 병풍 (梵魚寺 刺繡 壽福文 屛風)                           | 부산 금정구 청룡동 546번지                                | 범어사                        | 2008년 9월 11일 지정, 2014년 10월 1일 명칭변경                              |      |
| 46호  |                        | 묘관음사불자 (妙觀音寺 拂子)                                                | 부산 기장군 장안읍 임랑리 산1번지                         | 묘관음사                      | 2008년 9월 11일 지정                                                        |      |
| 47호  |                        | 기장장관청 (機張 將官廳)                                                    | 부산 기장군 기장읍 동부리 216번지                         | .                             | 2008년 12월 16일 지정, 2015년 3월 18일 해제, 부산 유형문화재 153호로 재지정 |      |
| 48호  |                        | 범어사내원암석조보살좌상 (梵魚寺 內院庵 石造菩薩坐像)                       | 부산 금정구 청룡동 571번지                                | .                             | 2008년 12월 16일 지정                                                       |      |
| 49호  |                        | 복천사석조석가여래및보살좌상 (福泉寺 石造釋迦如來 및 菩薩坐像)              | 부산 영도구 신선동3가 6번지                               | .                             | 2008년 12월 16일 지정                                                       |      |
| 50호  |                        | 인지사 석조보살좌상 (仁智寺 石造菩薩座像) 관음정사 석존상 (觀音精舍 石尊像) | 부산 해운대구                                             | 관음정사                      | 2009년 12월 7일 지정, 2016년 7월 20일 명칭변경                              | ,    |
| 51호  |                        | 교린수지 (交隣須知)                                                         | 부산 부산진구 월드컵대로 462 (초읍동)                     | .                             | 2009년 12월 7일 지정                                                        |      |
| 52호  |                        | 석조여래좌상 (石造如來坐像)                                                 | 부산 금정구 남산동 385번지                                | .                             | 2010년 5월 24일 지정                                                        |      |
| 53호  |                        | 선암사 삼층석탑 (仙巖寺 三層石塔)                                           | 부산 부산진구 부암동 628번지                              | 선암사                        | 2010년 5월 24일 지정                                                        |      |
| 54호  |                        | 쌍구장경호 (雙口長頸壺)                                                     | 부산 서구                                                 | 동아대학교박물관              | 2010년 9월 20일 지정                                                        |      |
| 55호  |                        | 마문장경호 (馬文長頸壺)                                                     | 부산 서구                                                 | 동아대학교박물관              | 2010년 9월 20일 지정                                                        |      |
| 56호  |                        | 전 이순신 초상 (傳 李舜臣 肖像)                                             | 부산 서구                                                 | 동아대학교박물관              | 2010년 9월 20일 지정                                                        |      |
| 57호  |                        | 범어사 고려삼층석탑 (梵魚寺 高麗三層石塔)                                   | 부산 금정구 범어사로 250, 범어사 (청룡동)                 | 범어사                        | 2011년 3월 26일 지정                                                        |      |
| 58호  |                        | 신흥사 치성광삼존도 (新興寺 熾盛光三尊圖)                                   | 부산 부산진구 가야공원로 77-20                            | 신흥사                        | 2012년 5월 17일 지정                                                        |      |
| 59호  |                        | 용적사 독성도 (龍積寺 獨聖圖)                                               | 부산 강서구 한적로 41-56                                  | 용적사                        | 2012년 5월 17일 지정                                                        |      |
| 60호  |                        | 관음사 묘법연화경 (觀音寺 妙法蓮華經)                                       | 부산 사하구                                               | 관음사                        | 2012년 5월 17일 지정                                                        |      |
| 61호  |                        | 백련사 석조여래좌상 (白蓮寺 石造如來坐像)                                   | 부산 남구 이기대공원로 85-74                              | 백련사                        | 2012년 5월 17일 지정                                                        |      |
| 62호  |                        | 취정사 석조여래좌상 (鷲井寺 石造如來坐像)                                   | 부산 기장군 일광읍 상곡길 55 취정사                       | 취정사                        | 2012년 10월 30일 지정                                                       |      |
| 63호  |                        | 기장향교 풍화루 (機張鄕校 風化樓)                                           | 부산 기장군 기장읍 차성로 417번길 35 기장향교             | 기장향교                      | 2012년 10월 30일 지정                                                       |      |
| 64호  |                        | 홍제사 보광암명 범종 (弘齊寺 寶光庵銘 梵鐘)                                 | 부산 부산진구 진남로 304번길 34 홍제사                    | 홍제사                        | 2012년 10월 30일 지정                                                       |      |
| 65호  |                        | 동래향교 반화루 (東萊鄕校 攀化樓)                                           | 부산 동래구 동래로 103(동래향교)                          | 동래향교                      | 2013년 5월 8일 지정                                                         |      |
| 66호  |                        | 안심사 삼세불회도 (安心寺 三世佛會圖)                                       | 부산 북구 공해4길 98-100                                  | 안심사주지                    | 2013년 5월 8일 지정                                                         |      |
| 67호  |                        | 원각사 현왕도 (圓覺寺 現王圖)                                               | 부산 해운대구                                             | 원각사 주지                   | 2013년 5월 8일 지정                                                         |      |
| 68호  |                        | 승학사 석조여래좌상 (乘鶴寺 石造如來坐像)                                   | 부산 사상구 학감대로49번길 54-36                          | 승학사 주지                   | 2013년 5월 8일 지정                                                         |      |
| 69호  |                        | 금강사 묘법연화경 (金剛寺 妙法蓮華經)                                       | 부산 동래구 우장춘로 211 금강사                           | 금강사 주지                   | 2013년 5월 8일 지정                                                         |      |
| 70호  |                        | 구)한국은행 부산본부 (舊 韓國銀行 釜山本部)                                 | 부산 중구 대청로 112 (대청동1가)                          | 한국은행 부산본부             | 2013년 9월 25일 지정                                                        |      |
| 71호  |                        | 삼강행실도 (三綱行實圖)                                                     | 부산 금정구 부산대학로63번길 2                            | 부산대학교                    | 2013년 10월 23일 지정                                                       |      |
| 72호  |                        | 정선 필 청풍계지각 (鄭敾 筆 淸風溪池閣)                                     | 부산 서구 구덕로 225                                      | 동아대학교박물관              | 2014년 1월 22일 지정, 2019년 4월 10일 해제 부산 유형문화재 제202호로 재지정 |      |
| 73호  |                        | 광포도 (廣浦圖)                                                             | 부산 서구 구덕로 225                                      | 동아대학교박물관              | 2014년 1월 22일 지정                                                        |      |
| 74호  |                        | 고불사 선종영가집 (古佛寺 禪宗永嘉集)                                       | 부산광역시 기장군 철마면 고촌로28번길 77                  | 고불사                        | 2014년 3월 19일 지정                                                        |      |
| 75호  |                        | 대혜보각선사서 (大慧普覺禪師書)                                             | 부산광역시 기장군 일광면 상곡길 55                        | 김응규                        | 2014년 3월 19일 지정                                                        |      |
| 76호  |                        | 백련사 고려사 (白蓮寺 高麗史)                                               | 부산광역시 남구 이기대공원로 85-74                        | 백련사                        | 2014년 3월 19일 지정                                                        |      |
| 77호  |                        | 범어사 사자암 칠성도 (梵魚寺 獅子庵 七星圖)                                 | 부산광역시 금정구 상마1길 26                              | 사자암                        | 2014년 3월 19일 지정                                                        |      |
| 78호  |                        | 해운정사 선문염송집 (海雲精舍 禪門拈頌集)                                   | 부산 해운대구 우동2로 40-6                                | 해운정사                      | 2014년 9월 24일 지정                                                        |      |
| 79호  |                        | 해운정사 현수제승법수 (海雲精舍 賢首諸乘法數)                               | 부산 해운대구 우동2로 40-6                                | 해운정사                      | 2014년 9월 24일 지정                                                        |      |
| 80호  |                        | 동림사 묘법연화경 권4-7 (東林寺 妙法蓮華經 卷四-七)                         | 부산 기장군 기장읍 기장대로 143-12                        | 동림사                        | 2014년 9월 24일 지정                                                        |      |
| 81호  |                        | 거제선생안 (巨濟先生案)                                                     | 부산 금정구 부산대학로62번길 2                            | 부산대학교 (부산대학교도서관) | 2014년 11월 26일 지정                                                       |      |
| 82호  |                        | 한중일관계사료초 (韓中日關係史料抄)                                         | 부산 금정구 부산대학로63번길 2                            | 부산대학교 (부산대학교도서관) | 2015년 3월 18일 지정                                                        |      |
| 83호  |                        | 실상사 신중도 (實相寺 神衆圖)                                               | 부산 동구 수정로68번길 7                                  | 실상사                        | 2015년 3월 18일 지정                                                        |      |
| 84호  |                        | 실상사 칠성도 (實相寺 七星圖)                                               | 부산 동구 수정로68번길 7                                  | 실상사                        | 2015년 3월 18일 지정                                                        |      |
| 85호  |                        | 금산사 산신도 (金山寺 山神圖)                                               | 부산 기장군 장안읍 신리길 17-37                           | 금산사                        | 2015년 5월 20일 지정                                                        |      |
| 86호  |                        | 석조석가여래좌상 (石造釋迦如來坐像)                                         | 부산 금정구 부산대학로63번길 2-1                          | 부산대학교 (부산대학교박물관) | 2015년 5월 20일 지정                                                        |      |
| 87호  |                        | 대성사 대방광원각수다라요의경(언해) (大成寺 大方廣圓覺修多羅了義經(諺解))   | 부산 서구 옥천로 141-22                                   | 대성사                        | 2015년 5월 20일 지정                                                        |      |
| 88호  |                        | 구 부산 임시측후소 청사 (舊 釜山 臨時測候所 廳舍)                           | 부산 중구 흑교로59번길 16-4 등                            | 한웅건설                      | 2015년 10월 7일 지정                                                        |      |
| 89호  |                        | 용적사 산신도 (龍積寺 神衆圖)                                               | 부산 강서구 한적로 41-56                                  | 용적사                        | 2015년 11월 18일 지정                                                       | ,    |
| 90호  |                        | 옥정사 지장시왕도 (玉井寺 地藏十王圖)                                       | 부산 기장군 일광읍 달음길 101                             | 옥정사                        | 2015년 11월 18일 지정                                                       | ,    |
| 91호  |                        | 옥정사 신중도 (玉井寺 神衆圖)                                               | 부산 기장군 일광읍 달음길 101                             | 옥정사                        | 2015년 11월 18일 지정                                                       | ,    |
| 92호  |                        | 옥정사 칠성도 (玉井寺 七星圖)                                               | 부산 기장군 일광읍 달음길 101                             | 옥정사                        | 2015년 11월 18일 지정                                                       | ,    |
| 93호  |                        | 범망경노사나불설보살심지계품제십권하 (梵網經盧舍那佛說菩薩心地戒品第十卷下) | 부산 기장군 일광읍 상곡길 55                              | 김응규                        | 2015년 11월 18일 지정                                                       |      |
| 94호  |                        | 범어사 왕비전하수제년패 (梵魚寺 王妃殿下壽齊年牌)                           | 부산 금정구 범어사로 250, 범어사 (청룡동)                 | 범어사                        | 2016년 11월 23일 지정                                                       |      |
| 95호  |                        | 범어사 세자저하수천추패 (梵魚寺 世子低下壽千秋牌)                           | 부산 금정구 범어사로 250, 범어사 (청룡동)                 | 범어사                        | 2016년 11월 23일 지정                                                       |      |
| 96호  |                        | 범어사 유제로 (梵魚寺 鍮製爐)                                               | 부산 금정구 범어사로 250, 범어사 (청룡동)                 | 범어사                        | 2016년 11월 23일 지정                                                       |      |
| 97호  |                        | 범어사 청수관 (梵魚寺 淸水罐)                                               | 부산 금정구 범어사로 250, 범어사 (청룡동)                 | 범어사                        | 2016년 11월 23일 지정                                                       |      |
| 98호  |                        | 기장 지장암 칠성도 (機張 地藏庵 七星圖)                                     | 부산 기장군 철마면 임기리 산 166-1                        | 기장 지장암                   | 2017년 7월 19일 지정                                                        |      |
| 99호  |                        | 국립해양박물관 백자철화운룡문호 (國立海洋博物館 白磁鐵畵雲龍文壺)           | 부산 영도구 해양로 301번길 45(동삼동 1125) 국립해양박물관 | 국립해양박물관                | 2017년 7월 19일 지정                                                        |      |
| 100호 |                        | 범어사 영탱 (梵魚寺 影幁)                                                   | 부산 금정구 범어사로 250 범어사                           | 범어사 성보박물관             | 2018년 1월 31일 지정                                                        |      |